# Втеча в ніч (фільм)
«Втеча в ніч» (інші назви - "Біжи всю ніч", "Нічний втікач") — американський кримінальний бойовик 2015 року режисера Хауме Кольєт-Серра за сценарієм Бреда Інгелсбі . У фільмі зіграли Ліам Нісон, Юель Кіннаман, Коммон, Ед Гарріс, Бойд Голбрук, Брюс МакГілл, Генезис Родрігес та Вінсент Д'Онофріо. У фільмі розповідається про колишнього кіллера ірландської мафії, який змушений піти проти свого боса, щоб врятувати життя дорослому сину та його родині. Це вже третя співпраця між Ліамом Нісоном та Хауме Кольєт-Серра. До цього були фільми "Невідомий" та "Повітряний маршал".
Реліз у Сполучених Штатах відбувся 13 березня 2015 року. Фільм отримав неоднозначні відгуки критиків і зібрав 71,56 мільйона доларів у всьому світі при бюджеті в 50 мільйонів доларів.

## Сюжет
Джиммі Конлон - колишній кіллер, який нині більше схожий на невдаху та п'яницю. Раніше він виконував "брудну" роботу для свого приятеля та боса Шона Магвайра, який очолює ірландську мафію в Брукліні. За даними поліції, а саме детектива Гардінга, на рахунку Конлона близько 2-х десятків жертв. Проте він цього не може довести, тому кожного разу іронічно запитує при зустрічі у самого Джиммі, чи той не бажає у всьому зізнатися. Для самого Конлона його тісна співпраця з Шоном коштувала йому найдорожчого - сім'ї. В нього є дорослий син Майк, але той не бажає мати нічого спільного зі своїм батьком. Його дружина та двоє доньок навіть не знайомі з Джиммі. 
Проте одного вечора все різко змінюється. Майк стає випадковим свідком того, як син Магвайра Денні вбиває наркоторговців, з якими до цього намагався організувати спільний бізнес. Про цю історію миттєво стає відомо Шону, а від нього і Джиммі. Той розуміє, що Майку загрожує смерть, тому поспішає до нього, щоб спробувати про все домовитись. На жаль ситуація виходить з-під контролю і Конлон-старший вбиває Денні. Тим не менш він дзвонить Шону та особисто про це повідомляє, сподіваючись, що багаторічна дружба та відданість дозволять йому знайти якийсь компроміс в розмові з босом ірландської мафії. Однак вбитий горем батько бажає лише помсти і збирає всіх своїх людей, щоб розпочати справжнє полювання.
Джиммі розуміє, що Майку потрібно швидко тікати та рятувати свою родину, інакше вони також опиняться під ударом. Але навіть в такій напруженій ситуації ворожнеча між батьком та сином дає про себе знати...

## Акторський склад
- Ліам Нісон - Джиммі Конлон,
- Юель Кіннаман - Майк Конлон,
- Ед Гарріс - Шон Магвайр,
- Бойд Голбрук - Денні Магвайр,
- Брюс МакГілл - Пет Маллен,
- Генезис Родрігес - Габріела Конлон,
- Вінсент Д'Онофріо - детектив Гардінг,
- Коммон - Ендрю Прайс,
- Бо Непп - Кенан Бойл

### Касові збори
В прокаті США та Канади картина зібрала 26,5 мільйона доларів. Загальні світові збори склали 71,56 мільйона доларів.

### Критика
Фільм отримав неоднозначні відгуки. Rotten Tomatoes дав оцінку 59% на основі 187 відгуків, Metacritic дав оцінку 59% на основі 34 відгуків. На сайті IMDb фільм має рейтинг 6,6. 